# 스티브 시설랙
스티븐 F. 시설랙(Stephen F. Sisolak, 1975년 5월 12일 ~ )은 미국의 정치인으로 네바다주 주지사이다.

## 학력
- 위스콘신 대학교-밀워키 B.S.
- 네바다 대학교 라스베이거스 M.B.A.

## 경력
- 1999.01 ~ 2008.12 네바다 2구 이사회 위원
- 2009.01 ~ 2019.01 클라크 카운티 위원회 A구 위원
- 2011.01 ~ 2013.01 네바다 클라크 카운티 부위원장
- 2013.01 ~ 2019.01 네바다 클라크 카운티 위원회 위원장
- 2019.01 ~ 2023.01 제30대 네바다 주지사

## 역대 선거 결과
| 선거명      | 직책명                         | 대수 | 정당   | 득표율 | 득표수    | 결과 | 당락                    |
| ----------- | ------------------------------ | ---- | ------ | ------ | --------- | ---- | ----------------------- |
| 1994년 선거 | 상원의원 (네바다 제5부)        | 68대 | 민주당 | 44.55% | 16,668표  | 2위  | 낙선                    |
| 1996년 선거 | 상원의원 (네바다 제5B부)       | 69대 | 민주당 | 45.36% | 25,817표  | 2위  | 낙선                    |
| 2008년 선거 | 위원회 (클라크 카운티 A선거구) | -대  | 민주당 | 47.52% | 63,373표  | 1위  | 클라크 카운티 위원 당선 |
| 2012년 선거 | 위원회 (클라크 카운티 A선거구) | -대  | 민주당 | 58.63% | 58,901표  | 1위  | 클라크 카운티 위원 당선 |
| 2016년 선거 | 위원회 (클라크 카운티 A선거구) | -대  | 민주당 | 57.21% | 64,350표  | 1위  | 클라크 카운티 위원 당선 |
| 2018년 선거 | 네바다 주지사                  | 30대 | 민주당 | 49.39% | 480,007표 | 1위  | 네바다 주지사 당선      |
| 2022년 선거 | 네바다 주지사                  | 31대 | 민주당 | 47.30% | 481,991표 | 2위  | 낙선                    |